# Cerkev sv. Lovrenca, Šentlovrenc (Štalenska gora)
Podružnična cerkev Šentlovrenc pri Šenttomažu nad Celovcem (nem.: St. Lorenzen) v istoimenski vasi Šentlovrenc spada pod faro Šenttomaž pri Čilberku / nad Celovcem oz. na Celovškem polju v občini Štalenska gora (nem. Magdalensberg) na avstrijskem Koroškem v osrednje-severnem predelu Celovškega polja ob koroški reki Krki.

## Zunanjost
Cerkev je prvič omenjena leta 1261. V osnovi je romanska, zidovi vzdolžne ladje in oltarne apside so gotski. V 18. in v 19. stoletju je bila obnovljena in leta 1994 s pomočjo domačinov temeljito restavrirana. Mogočen zvonik na zahodni vhodni strani je iz zgodnjega 16. stoletja. Okna v stolpu imajo šilasti lok, njegova visoka prikonična sreha ima osem strani. Zahodni portal pod zidanim baldahinom na stebrih vodi skozi stolp v enoladijsko (nekoč) povsem enotno poslikano cerkev. Na zunanjosti zidu najdemo ostanke rimskih okrasnih kamnov ki skupaj s pleterjem iz karantanske dobe dokazujejo starodavnost svetišča na tem mestu.
Cerkev in njeno pokopališče je obdano z obzidjem. Na loku nad vhodom je bil do 1980ih let napis Bog jim daj sveti mir in pokoj. 

## Notranjost
Vzdolžna ladja cerkve, ki je nekoč imela leseni strop, je dobila ob obnovitvenih delih leta 1889 zidani strop z grebenasto križnim obokom ter emporo. Slavolok med ladjo in apsido je polkrožnega tipa in poudarja starodavnost cerkve. Sama apsida ima grebenasto križni obok na 5/8. V oltarnem prostoru so ob restavracijah odkrili starejšo gotsko poslikavo (istočasno pa odstranili ornamentalno poslikavo, ki je bila del celotnega koncepta nove poslikave furlanskega slikarja Jakoba Brolla. Na stopnici do oltarnega prostora apside se nahaja karantanski pleter, ki ga v avstrijskem zgodovinopisju tradicionalno označujejo s časovno opredelitvijo kot iz karolinškega časa. Stefan Eichert datira karantanske pleterje v obdobje med letoma 772 in 828. V podu so tudi fragmenti kamnov z rimskimi napisi.
Med restavratorskim deli leta 1980 so odkrili cikel fresk Janeza Ljubljanskega, sina Friderika Beljaškega Friderika Beljaškega, ki je nastal okoli leta 1435 v podružniški cerkvi v Šentlovrencu pri Šenttomažu]]. Cikel prikazuje življenje Marije Božje mati in Jezusa. Ob odkritju so domačini uspeli ohraniti fresko Jakoba Brolla s slovenskim napisom.
Notranjost je bila konec 19. stoletja poslikana v celoti s freskami . Na južnem zidu apside / oltarskega prostora se nahaja slika svetega Lovrenca rimskega pred papežem s slovenskim podnapisom Za tri dni za boš za menoj pridi. Fresko je podpisal furlanski potujoči slikar Jakob Brollo z letnico 1889. Freska na stropu vzdolžne ladje prikaže vnebovzetje svetega Lovrenca. V apsidi sta še prikazani oznanjenje in češčenje iz gotske dobe. Ostala cerkev je povsem poslikana s floralnimi motivi in ornamentalnimi strukturami, ki so ji pred restavracijo dali povsem značaj enotnega umetnega koncepta, saj je le-ta vključil vse do tedanje umetnine (zlasti starejše oltarje).

## Notranja oprema
Glavni zlati oltar je iz sredine 19. stoletja. Osrednji kip svetega Lovrenca je prav tako iz 19. stoletja, oba stranska angela sta iz baročne dobe. Na oltarju najdemo tudi kip Marije brezmadežne. 
V levem stranskem oltarju vzdolžne ladje, ki je pribljižno iz leta 1710, najdemo sliko poučevanja Marije iz 19. stoletja ter baročno sliko svete Barbare nad njo. Na oltarni mizici je nameščena Marija z luninim krajcem iz beljaške šole z oltarja v Baierbergu iz let 1520 do 1525.
Desni stranski oltar s konca 17. stoletja je posvečen svetemu Ožboltu, katerega kip je iz let 1500/1510, Dodatna slika nad kipom kaže svetega Lenarta in slovenski napis v soncu Sveti Ožbolt. Prižnica je baročna.
V posebnem krilnem oltarju/relikvijarju stoji kip svetega Lovrenca iz let okoli 1500. Naslikana krila so iz let 1520/1530. Na notranjih straneh sta upodobljeni sveta Katarina in sveta Barbara, na zunanji strani oznanjenje: levo angel, desno Marija. Na krilih oltarja sta upodobljena sveti Jurij in sveti Florijan. Sliki sta iz mlajše beljaške šole in edino zagotovljeno delo te šole iz let okoli 1520. Obstala je tudi baročna prižnica na desni strani glavne ladije.

## Kulturnozgodovinski pomen
Kulturnozgodovinski pomen cerkve v Šentlovrencu (narečno: ) in zlasti njene poslikave se prikaže v širšem kontekstu nastajanja. Furlanski slikar Jakob Brollo, ki je slikal v tradiciji prerafaelitov, je slikal zlasti v raznih slovenskih deželah. Tako je ustvarjal tudi na Celovškem polju na Koroškem, kjer je naslikal štiri cerkvi v današnji občini Štalenska Gora (dve sta ohranjeni, poslikav v farni cerkiv v Šenttomažu in v podružnici v Šmarjeti pa so izginile). Obe cerkvi, kjer so ohranjene Brollove poslikave, sta neposredno povezani mdr. s slovensko kulturno zgodovino. To sta prav cerkev v Šentlovrencu in cerkev svetega Martina (Šentmartin) v bližnjem Frajnberku (nem. Freudenberg) v sosedni fari Timenica (nem. Timenitz). V Šentlovrencu so vsi napisi v slovenščini, medtem ko so napisi v Šentmartinu sicer v nemščini, kar si lahko obrazložimo z dejstvom, da je tamkajšna gospoda tudi dala poslikati svojo grobnico. Posebnost Šentmartina pod Krištofovo goro (tradicionalna slovenska božja pot) pa je, da najdemo ob vhodu freski slovanskih apostolov Cirila in Metoda. V tej dobi, konec 19. stoletja, to edino lahko razumemo kot manifest slovenstva domačinov oz. narodnostne diferencijacije v fari in občini na Celovškem polju. Sama fara Šenttomaž je bila v tej dobi skoraj povsem / pretežno slovenska. Posebnost cerkve v Šentlovrencu pa je bila že od njenih začetkov, da so jo vzdrževali vedno domačini sami in tako tudi naročili njeno obnovo. 
Istočasno je zgodvinsko potrjeno, da so območje podružnice v Šentlovrencu v zgodnji/karantanski dobi tja do visokega srednjega veka tvorili številni kosezi, ki so imeli v Ovčji vasi (nem. Schöpfendorf) lastno sodniško pravico. Še leta 1500 je moral nek domači kosez opraviti koseško dolžnost. Samostojno upravljane podružniške cerkve (njeno vzdrževanje in obnavljanje) ima torej zgodovinske antecedente.